# Lucian Wintrich

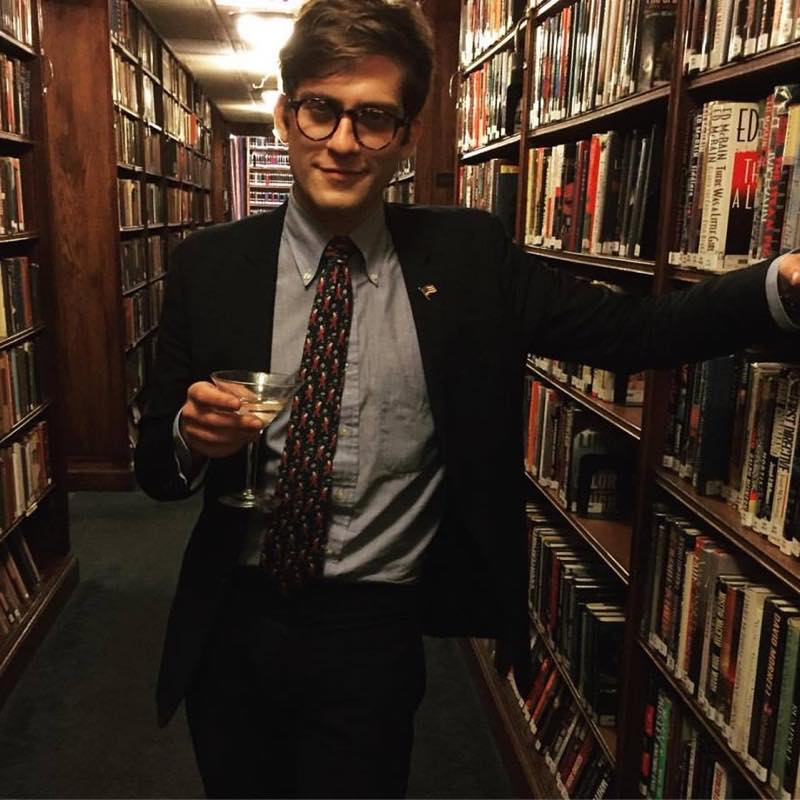
Lucian Wintrich, 2016

Lucian Baxter Wintrich IV (* 24. Mai 1988) ist ein US-amerikanischer Journalist, Fotograf und politischer Aktivist.

## Leben
Wintrich wuchs als Lucian Einhorn in Pittsburgh auf. Seinen Bachelor erwarb er am Bard College in Annandale-on-Hudson (New York). Sein Großvater, Jerzy Einhorn, war ein aus dem polnischen Sosnowiec stammender Arzt. Aufmerksamkeit erregte Wintrich durch die fotografische Aktion „Twinks4Trump“, die junge nackte, vorwiegend homosexuelle Männer zeigt, die lediglich mit Baseballcaps, auf denen der Spruch „Make America Great Again“ zu sehen ist, bekleidet sind. In diesem Sinne steht seine Rede dem LGBT-Konservatismus nahe. Er arbeitet mit Milo Yiannopoulos zusammen, versteht sich als Mitglied der Alt-Right-Bewegung und ist ein Kritiker der „political correctness“. Einen Tag vor Donald Trumps Amtseinführung wurde bekannt, dass Wintrich akkreditierter Korrespondent des „rechtsradikalen Blogs The Gateway Pundit“ wird.